# Aşağıkumlu, Çaykara
Aşağıkumlu là một xã thuộc huyện Çaykara, tỉnh Trabzon, Thổ Nhĩ Kỳ. Dân số thời điểm năm 2011 là 39 người.